# Сіньовити
Сіньови́ти (серб. сеновити — укр. тінистий, від сѣнь) — назва дерев-святинь у південних слов'ян. За свідченнями Вука Караджича, існувало повір'я, що людину, яка зрубала таке дерево, у покарання настигне хвороба або навіть смерть.

## Священні дерева у давніх слов'ян
Шанування дерев було загальнослов'янським явищем у язичницьку добу. Священними могли бути дуб, липа, клен, явір, в'яз та ясен. Вважалося, що дуб, дерево Перуна, притягує блискавки. Натомість липу, якій приписували цілющі властивості, вони начебто оминали. З ялівцем, а у східних слов'ян — березою, був пов'язаний культ померлих. Волоський горіх був деревом потойбіччя та відьомства. Також існували вірування про граб та тис.
Під такими деревами здійснювались релігійні ритуали. Зокрема, за свідченням візантійського імператора Костянтина Багрянородного, руси в Х столітті, перетинаючи Дніпрові пороги, виходили на острів святого Георгія (Хортицю) та приносили там у жертву живих птахів під якимось великим дубом. Навколо дерева вони встромляли в землю стріли та викладали хліб або м'ясо. Ці дії могли бути обрядом жертви зброї Перунові або ворожінням на результат військового походу, подібним до полабського ворожіння на списах.

## Вірування сербів
У сербському фольклорі зберіглись рештки анімізму, пов'язані з деревами. Серби вірять, що існують особливі священні дерева — сіньовити, — які є прихистком демонічних істот (наприклад, для вештиць, віл). Зазвичай це якесь прикметне дерево: криве, роздвоєне, розташоване біля води тощо. Вважають, що людина, яка випадково засне під сіньовитом, захворіє, а хворий, який умисно переночує там, навпаки одужає. Вірування суворо забороняють зрубувати сакральні дерева, адже надприродний мешканець сіньовита обов'язково покарає лісоруба.